# Pierre Pascallon
 (novembre 2021).
Si vous disposez d'ouvrages ou d'articles de référence ou si vous connaissez des sites web de qualité traitant du thème abordé ici, merci de compléter l'article en donnant les références utiles à sa vérifiabilité et en les liant à la section « Notes et références ».
 (novembre 2021).
La mise en forme du texte ne suit pas les recommandations de Wikipédia : il faut le « wikifier ».
Les points d'amélioration suivants sont les cas les plus fréquents. Le détail des points à revoir est peut-être précisé sur la page de discussion.
- Les titres sont pré-formatés par le logiciel. Ils ne sont ni en capitales, ni en gras.
- Le texte ne doit pas être écrit en capitales (les noms de famille non plus), ni en gras, ni en italique, ni en « petit »…
- Le gras n'est utilisé que pour surligner le titre de l'article dans l'introduction, une seule fois.
- L'italique est rarement utilisé : mots en langue étrangère, titres d'œuvres, noms de bateaux, etc.
- Les citations ne sont pas en italique mais en corps de texte normal. Elles sont entourées par des guillemets français : « et ».
- Les listes à puces sont à éviter, des paragraphes rédigés étant largement préférés. Les tableaux sont à réserver à la présentation de données structurées (résultats, etc.).
- Les appels de note de bas de page (petits chiffres en exposant, introduits par l'outil «  Source ») sont à placer entre la fin de phrase et le point final[comme ça].
- Les liens internes (vers d'autres articles de Wikipédia) sont à choisir avec parcimonie. Créez des liens vers des articles approfondissant le sujet. Les termes génériques sans rapport avec le sujet sont à éviter, ainsi que les répétitions de liens vers un même terme.
- Les liens externes sont à placer uniquement dans une section « Liens externes », à la fin de l'article. Ces liens sont à choisir avec parcimonie suivant les règles définies. Si un lien sert de source à l'article, son insertion dans le texte est à faire par les notes de bas de page.
- La présentation des références doit suivre les conventions bibliographiques. Il est recommandé d'utiliser les modèles {{Ouvrage}}, {{Chapitre}}, {{Article}}, {{Lien web}} et/ou {{Bibliographie}}. Le mode d'édition visuel peut mettre en forme automatiquement les références.
- Insérer une infobox (cadre d'informations à droite) n'est pas obligatoire pour parachever la mise en page.

Pour une aide détaillée, merci de consulter Aide:Wikification.
Si vous pensez que ces points ont été résolus, vous pouvez retirer ce bandeau et améliorer la mise en forme d'un autre article.
Pierre Pascallon, né le 12 novembre 1941 à Gap (Hautes-Alpes), est un universitaire et homme politique français.

## Biographie

### Parcours Universitaire
Après des études secondaires au lycée Gassendi de Digne, il obtient son doctorat d’État de sciences économiques à l'université d'Aix-en-Provence (prix de thèse – prix de la ville d’Aix-en-Provence). De 1967 à 1968, il est chargé de cours à la Faculté de Sciences économiques de Clermont-Ferrand et réussit l'agrégation de sciences économiques des Facultés en 1970.
Il se spécialise peu à peu dans les questions de défense et publie de nombreux ouvrages, dont La Guerre pour sortir de la crise ? (Economica, 1985). Il publie également de très nombreux articles dans des journaux et revues spécialisées, comme Le Monde, Le Figaro ou Problèmes économiques.
Pierre Pascallon est président, depuis 1985, du club « Participation et Progrès » qui a orienté une grande partie de sa réflexion autour des thèmes de Défense.
Voir l'article completsur sa carrière universitaire (DOCPLAYER) .
Voir l'article completsur les questions de défense (DOCPLAYER) .

### Parcours Électif
Maire d'Issoire de 1989 à 2008, Pierre Pascallon s’est mobilisé pour obtenir le transfert, dans sa ville, du 28e régiment de transmissions d'Orléans, à la suite de la fermeture de l’ENTSOA (École nationale technique des sous-officiers d’active).
Député RPR du Puy-de-Dôme de 1986 à 1988 et de 1993 à 1997, Pierre Pascallon, est membre de la commission de la Défense nationale et des Forces armées à l’Assemblée nationale à partir de 1993.
Également membre de la « mission Séguin », mission d’information commune sur le service national, il a participé à l’élaboration du rapport sur la réforme du Service national : La France et son Service.
En avril 2012, à quelques jours du premier tour de l'élection présidentielle, il déclare qu'il votera, comme Jacques Chirac, pour le candidat socialiste François Hollande.

### Décorations
- Chevalier des Palmes académiques (1991)
- Chevalier de la Légion d'honneur (1999)